# Ioana Vrînceanu
Ioana Vrînceanu, född 7 mars 1994 i Târgu Neamț, är en rumänsk roddare.

## Karriär

### 2017–2021
I maj 2017 vid EM i Račice tog Vrînceanu guld i åtta med styrman. Under året tog hon även sitt första VM-guld i åtta med styrman vid VM i Sarasota. I augusti 2018 vid EM i Glasgow tog Vrînceanu återigen guld i åtta med styrman. I juni 2019 vid EM i Luzern tog hon silver i fyra utan styrman tillsammans med Viviana-Iuliana Bejinariu, Mădălina Bereș och Denisa Tîlvescu.
I oktober 2020 tog Vrînceanu sitt tredje EM-guld i åtta med styrman vid EM i Poznań. I april 2021 tog hon sitt fjärde EM-guld i åtta med styrman vid EM i Varese. I juli 2021 var Vrînceanu en del av Rumäniens lag som slutade på sjätte plats i åtta med styrman vid OS i Tokyo.

### 2022–2023
I augusti 2022 vid EM i München tog Vrînceanu guld tillsammans med Denisa Tîlvescu i tvåa utan styrman samt som en del av Rumäniens lag i åtta med styrman. Följande månad vid VM i Račice tog hon sitt andra VM-guld i åtta med styrman.
I maj 2023 vid EM i Bled tog Vrînceanu guld tillsammans med Roxana Anghel i tvåa utan styrman. Hon var även en del av Rumäniens lag som tog guld i åtta med styrman. I september 2023 vid VM i Belgrad tog Vrînceanu brons tillsammans med Roxana Anghel i tvåa utan styrman. Hon var även en del av Rumäniens lag som tog guld i åtta med styrman.

### 2024–
I april 2024 vid EM i Szeged tog Vrînceanu guld tillsammans med Roxana Anghel i tvåa utan styrman. Hon var även en del av Rumäniens lag som tog guld i åtta med styrman.